# Wayne Hotel
Wayne Hotel, dříve známý jako The Waynewood, je historický hotel ve Wayne v Pensylvánii. Je umístěn na 139 East Lancaster Avenue.
Byl postaven v roce 1906 a je pětipodlažní, v novotudorovském stylu, s dvoupodlažním zadním rozšířením. Je z cihel a štuku s falešným roubením. Místní podnikatel Stephen W. Bajus koupil nemovitost v roce 1980 a po kompletní rekonstrukci nabízí všechno obvyklé moderní vybavení.
V roce 1987 byl objekt zařazen do National Register of Historic Places.